# Spiral Shadow
Spiral Shadow è il quinto album dei Kylesa, pubblicato dalla Season of Mist il 25 ottobre 2010 in Europa e il 26 ottobre 2010 negli Stati Uniti.
L'album ha ricevuto recensioni positive al momento della sua uscita, e attualmente detiene un metascore di 85 su Metacritic basato su 9 recensioni, indicando "plauso universale". È anche l'album metal più votato dell'anno secondo lo stesso sito. Molti critici hanno elogiato la fusione di diversi generi della band, tra cui sludge metal, rock psichedelico e crust punk.

## Tracce
1. Tired Climb – 3:20
2. Cheating Synergy – 2:51
3. Drop Out – 4:29
4. Crowded Road – 3:29
5. Don't Look Back – 3:20
6. Distance Closing In – 3:51
7. To Forget – 3:32
8. Forsaken – 3:41
9. Spiral Shadow – 5:12
10. Back and Forth – 2:33
11. Dust – 3:44